# تندیس حافظ بهترین کارگردانی تلویزیونی جشن دنیای تصویر
تندیس حافظ بهترین کارگردانی تلویزیونی جایزه‌ای است که هرساله در جشن حافظ به بهترین کارگردان سریال درام یا کمدی اهدا می‌شود.

## بُردها و نامزدهای چندباره
کارگردانان تلویزیونی و نمایش خانگی زیر بیش از یک بار نامزد دریافت تندیس بهترین کارگردانی تلویزیونی از جشن حافظ شده‌اند. در فهرست زیر افراد با توجه به تعداد دریافت تندیس قرار گرفته‌اند، تعداد نامزدی‌های هر یک از افراد نیز روبروی اسامی آن‌ها درج شده‌است.
| کارگردان         | دفعات نامزدی | دفعات برنده شدن |
| ---------------- | ------------ | --------------- |
| حسن فتحی         | ۶            | ۲               |
| مهدی فخیم‌زاده    | ۳            | ۲               |
| سیروس مقدم       | ۷            | ۱               |
| مهران مدیری      | ۴            | ۱               |
| سامان مقدم       | ۳            | ۱               |
| شهرام شاه‌حسینی   | ۳            | ۱               |
| رضا عطاران       | ۲            | ۱               |
| بهرام بهرامیان   | ۲            | ۱               |
| منوچهر هادی      | ۲            | ۱               |
| بهرنگ توفیقی     | ۴            | ۰               |
| جواد افشار       | ۴            | ۰               |
| کمال تبریزی      | ۳            | ۰               |
| داوود میرباقری   | ۳            | ۰               |
| سروش صحت         | ۳            | ۰               |
| حسین سهیلی‌زاده   | ۳            | ۰               |
| احمد امینی       | ۲            | ۰               |
| کیانوش عیاری     | ۲            | ۰               |
| فریدون جیرانی    | ۲            | ۰               |
| جلیل سامان       | ۲            | ۰               |
| محمدحسین مهدویان | ۲            | ۰               |

## فهرست
| دوره | سال  | کارگردان برنده           | برای کارگردانی سریال |
| ---- | ---- | ------------------------ | -------------------- |
| ۶    | ۱۳۸۱ | مهدی فخیم‌زاده            | ولایت عشق            |
| ۷    | ۱۳۸۲ | مهدی فخیم‌زاده            | خواب و بیدار         |
| ۸    | ۱۳۸۴ | برنده نداشت              | —                    |
| ۹    | ۱۳۸۵ | رضا عطاران               | متهم گریخت           |
| ۱۰   | ۱۳۸۶ | محمدرضا هنرمند           | زیرتیغ               |
| ۱۱   | ۱۳۸۸ | بهرام بهرامیان           | ساعت شنی             |
| ۱۲   | ۱۳۹۰ | مسعود جعفری جوزانی       | در چشم باد           |
| ۱۴   | ۱۳۹۳ | سیروس مقدم               | پایتخت ۲ و دیوار     |
| ۱۵   | ۱۳۹۴ | بهروز شعیبی              | پرده‌نشین             |
| ۱۶   | ۱۳۹۵ | حسن فتحی                 | شهرزاد               |
| ۱۷   | ۱۳۹۶ | منوچهر هادی              | عاشقانه              |
| ۱۸   | ۱۳۹۷ | حسن فتحی                 | شهرزاد ۲             |
| ۱۹   | ۱۳۹۸ | عزیزالله حمیدنژاد        | بانوی عمارت          |
| ۲۰   | ۱۳۹۹ | مهران مدیری              | هیولا                |
| ۲۱   | ۱۴۰۰ | شهرام شاه‌حسینی           | میخواهم زنده بمانم   |
| ۲۲   | ۱۴۰۲ | نیما جاویدی جمشید محمودی | آکتور پوست شیر       |
| ۲۳   | ۱۴۰۳ | سامان مقدم               | افعی تهران           |

## منبع
1. ↑  «سایت رسمی جشن حافظ».